# 南庙镇
南庙镇，是中华人民共和国江西省宜春市袁州区下辖的一个乡镇级行政单位。

## 行政区划
南庙镇下辖以下地区：
下市村、双田村、袁梅村、梅花村、白马村、邮桥村、坝源村、中村、南庙村、明教坊村和绿源村。